# Shibuya Scramble Square

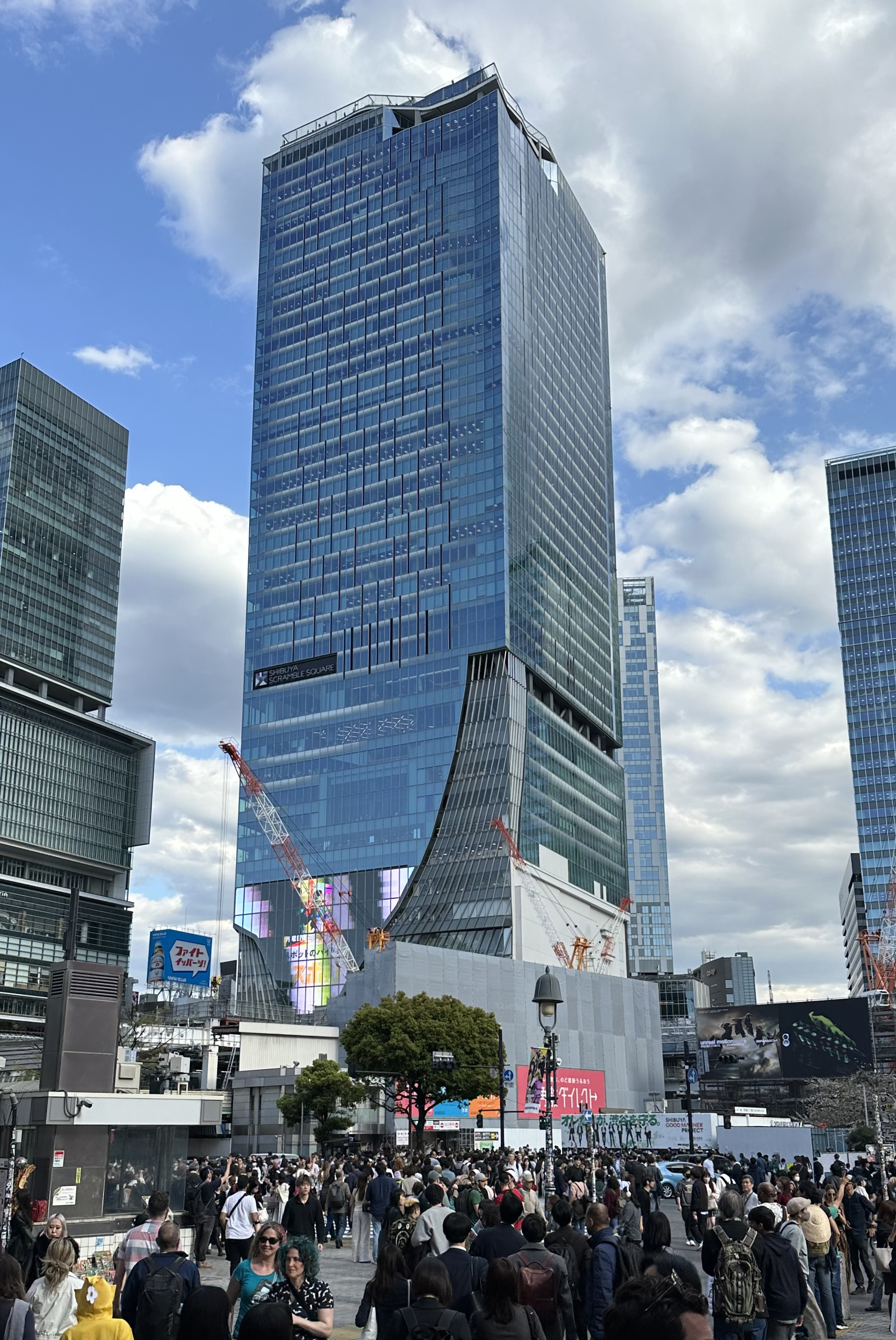
Shibuya Scramble Square, 2025

Shibuya Scramble Square (japanisch 渋谷スクランブルスクエア Shibuya Sukuranburu Sukuea) ist ein Hochhaus in Tokio in Japan.

## Lage
Das Hochhaus steht im Bezirk Shibuya, südöstlich der bekannten Kreuzung Shibuya Crossing, auf die der Name des Gebäudes Bezug nimmt. Die Adressierung lautet 2-24-12 Shibuya, Shibuya-ku, Tokyo-to.

## Architektur und Geschichte

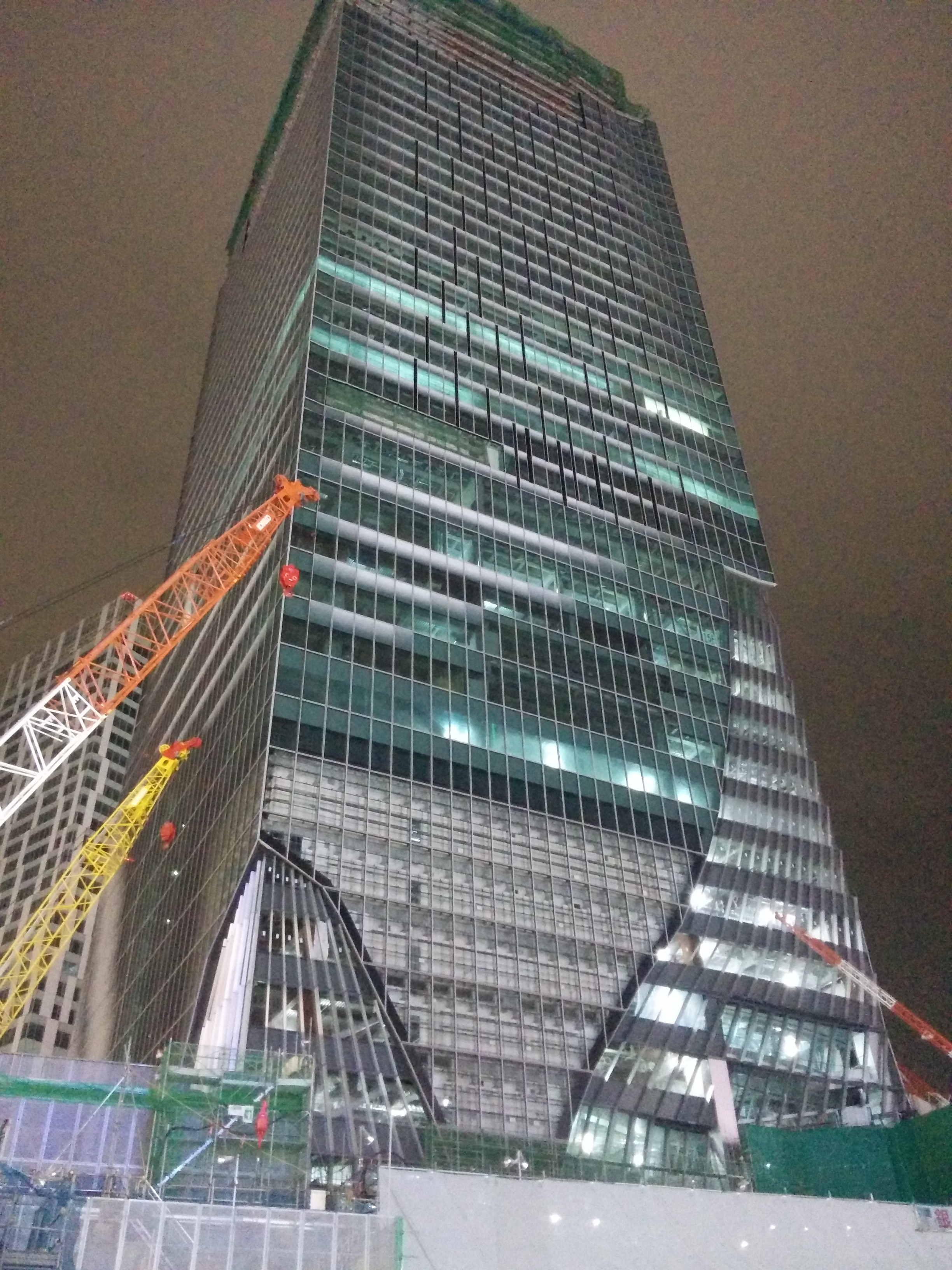
Hochhaus während des Baus, 2018

Der 47 Geschosse und 7 unterirdische Geschosse umfassende Gebäudekomplex wurde im Oktober 2019 fertiggestellt. Weitere Teile sind noch im Bau. Das Gebäude erreicht eine Höhe von 229,7 Metern. An der Spitze befindet sich die Aussichtsplattform Shibuya Sky, die einen 360°-Rundblick ermöglicht. In den Komplex ist der Bahnhof Shibuya integriert. Die im unteren Bereich zum Teil geschwungen gestaltete Fassade soll die Dynamik des Stadtteils Shibuya symbolisieren und aufnehmen. An der Fassade befindet sich der Schriftzug Shibuya Scramble Square.
Die Grundfläche umfasst 15.275,55 m², die Nutzfläche 181.000 m². Als Architekten war ein Konsortium von Nikken Sekkei, Tokyu Architects & Engineers, JR-East Design Corporation, Metro Development, Kengo Kuma and Associates sowie SANAA tätig. Auftraggeber des Projekts war Tokyu Corporation, East Japan Railway Company, Tokyo Metro Co., Ltd.
Aktuell (Stand 2025) ist der als östlicher Turm des Areals bezeichnete Teil fertiggestellt. Weitere Teile des Komplexes sind noch im Bau und sollen 2027 fertiggestellt sein.